# Лайон, Маркус Уорд
Маркус Уорд Ла́йон мл. (англ. Marcus Ward Lyon, Jr.; 5 февраля 1875, Рок-Айленд-Арсенал, Иллинойс — 19 мая 1942, Саут-Бенд, Индиана) — американский зоолог.

## Биография
В 1839 году окончил Рок-Айлендскую (штат Иллинойс) среднюю школу. В 1897 году получил степень в Университете Брауна. Один год проработал бактериологом в Медицинском колледже Северной Каролины. В 1898 году переехал в Вашингтон, округ Колумбия, где работал помощником и ассистентом куратора Отдела млекопитающих Национального музея естественной истории США. В 1899 году отправился в Венесуэлу собирать млекопитающих для музея. Маркус поступил в Университет Джорджа Вашингтона и получил степень магистра в 1900 году, степень доктора медицины в 1902 году, и докторскую степень в 1913 году. В этот период он также был преподавателем физиологии и бактериологии в Медицинской школе Университета Говарда. В 1902 году женился. С 1915 по 1918 год он преподавал в медицинской школе Университета Джорджа Вашингтона бактериологию, патологию, ветеринарную зоологию и паразитологию. В 1919 году он и его жена были наняты в клинику Саут-Бенд, где они работали в течение многих лет.
Маркус написал более 160 статей, уделяя особое внимание териологии и патологии. Был активным членом научных организаций. В частности был президентом Академии наук Индианы и Американского общества териологов.